# Daniel Yule
Daniel Yule (Orsières, 18 de febrero de 1993) es un deportista suizo que compitió en esquí alpino.
Participó en tres Juegos Olímpicos de Invierno, entre los años 2014 y 2022, obteniendo una medalla de oro en Pyeongchang 2018, en la prueba de equipo mixto, y el sexto lugar en Pekín 2022 (eslalon).
Ganó una medalla de oro en el Campeonato Mundial de Esquí Alpino de 2019, en la prueba de equipo mixto. En la Copa del Mundo consiguió siete victorias y diecisiete podios en total.

## Palmarés internacional
| Juegos Olímpicos   | Juegos Olímpicos            | Juegos Olímpicos | Juegos Olímpicos |
| Año                | Lugar                       | Medalla          | Prueba           |
| ------------------ | --------------------------- | ---------------- | ---------------- |
| 2018               | Pyeongchang (Corea del Sur) | Medalla de oro   | Equipo mixto     |
| 2018               | Pyeongchang (Corea del Sur) | Medalla de plata | Eslalon          |
| Campeonato Mundial |                             |                  |                  |
| Año                | Lugar                       | Medalla          | Prueba           |
| 2019               | Åre (Suecia)                | Medalla de oro   | Equipo mixto     |